# 素質—壓力模式
素質-壓力模型（英語：diathesis-stress model），或称为脆弱性-压力模型（英语：vulnerability–stress model），是一個心理學理論，此理论尝试使用先天心理素质和压力的相互作用解释心理疾病的产生，主要應用於精神病理學。
术语素质（diathesis）源自希腊语διάθεσις，表示一个人的先天心理素质，压力事件则会干扰一个人的心理平衡从而促使心理疾病的发生。素質-壓力模型认为，當一個人的先天心理素质和压力兩者加起来超過一定的閾值，就會導致心理疾病的發生。由于个体间的心理素质存在广泛的差异，這個模型可以解釋为何兩個人雖然面對一樣的壓力，但只有其中一個會病發出憂鬱症。
這個模型可以用來研究先天與後天在人一生中對於心理疾病的交互作用，近来，它也用来帮助预测哪些人更容易患病。比如，有抑郁症家族史以及暴露在某些特定压力源（如被同龄人排挤）的孩童通常比拥有积极社交网的孩童更容易患抑郁症。
精神疾病是由於患者體質上的某些弱點，如基因異常、腦部或身體其他系統的異常等，使其對環境壓力的承受能力降低。如果他在生活中遭遇到的壓力不高，則先天脆弱的系統還能承受；一旦在身體、親情、學業、工作或社會方面遭遇到困難與壓力，脆弱的系統就無法支撐而失能，甚至崩潰，此時精神疾病就會發作。例如，知覺失調症雖然與遺傳有密切關係，致病基因從出生後就存在，但它之所以過了青春期後才發作，可能的原因就是青春期無論在身體發育、心智負荷或人際關係上，都會出現重大的衝擊與變化，需要應付的壓力變得比從前沉重，使得帶有致病基因的個體再也無法因應，從而出現精神疾病的不適症狀。

杯子有比喻解釋即使面對同一個程度壓力，有些人本身更易受影響而發病。

## 保護因子
保護因子（英語：Protective factors），如积极的社交网或高自尊，可抵消或減輕壓力源或疾病的作用。很多精神疾病會有一個易發時機，有些人們在這個時段內會比其他人更易病發。

## 參看
- 因應
- 遺傳